# Half-Life 2: Lost Coast
Half-Life 2: Lost Coast este un nivel extra pentru jocul Half-Life 2 din 2004. Dezvoltat de Valve și lansat pe 27 octombrie 2005, prin platforma digitală Steam. Este un demo care poate să fie descărcat gratuit pentru utilizatorii care dețin Half-Life 2 pe Steam. Jucătorul îl controlează pe protagonistul din Half-Life, Gordon Freeman, în timp ce își face cale pe o stâncă de coastă pentru a distruge o armă Combine situată într-o mănăstire.
Acest demo a fost realizat pentru a demonstra capabilitatea motorului grafic Source⁠(d) de a randa un aspect cu gamă dinamică înaltă (en: High Dynamic-Range / HDR). Designul mediului înconjurător a fost conceput în jurul acestui aspect de randare. Pe lângă aceasta, Lost Coast a devenit primul joc realizat de Valve care să conțină comentarii ale dezvoltatorilor în nivel, în care dezvoltatorii explică elementele de joc și conceptelor lor cu cât jucătorul parcurge din nivel.

## Gameplay
La fel ca alte jocuri Half-Life, jucătorul îl controlează pe Gordon Freeman. Gordon se întâlnește cu un pescar care zice lui jucător că trebuie să ajungă la o mănăstire pentru a distruge un lansator de artilerie, cauzând un elicopter să atace jucătorul, după ce jucătorul a distrus elicopterul cu un RPG, pescarul îl felicită pe jucător. Pescarul acum realizează că Gordon a început să devină "neclar pe margini" și a fost teleportat alt undeva